# Wacław II czeski (1137–po 1192)
Wacław II (ur. 1137, zm. po 1192) – książę brneński w latach 1174–1179, książę ołomuniecki w latach 1174–1179, książę czeski w latach 1191–1192.
Wacław był najmłodszym synem Sobiesława I i Adelajdy, księżniczki węgierskiej.
Za panowania Władysława II przebywał na wygnaniu. Dopiero w 1174 r. gdy tron objął jego brat Sobiesław II otrzymał od niego dzielnicą brneńską, a następnie także ołomuniecką. Po wypędzeniu Sobiesława II uciekł w 1179 r. na Węgry. Wrócił w 1184 r. Wówczas rycerstwo zbuntowane przeciw księciu Fryderykowi powołało go na tron czeski. Wacławowi nie udało się zdobyć praskiego zamku, a Fryderyk z niemiecką pomocą stłumił bunt.
Dopiero po śmierci następcy Fryderyka, księcia Konrada II Otto, objął czeski tron. Przeciw niemu wystąpił jednak biskup praski Henryk Brzetysław i uzyskał u cesarza Henryka VI nadanie Czech w lenno Przemysłowi Ottokarowi I. Wacław przez kilka miesięcy bronił Pragi, ale w końcu poddał się biskupowi i na początku 1192 r. władzę objął Przemysł Ottokar I. Wacław zbiegł, ale został uwięziony przez margrabiego miśnieńskiego, który był szwagrem Przemysła Ottokara. Dalsze losy Wacława II nie są znane.
Wacław II nie założył rodziny i nie miał dzieci.